# Hans Wolf von Görschen
Hans Wolf Karl Robert von Görschen (* 30. September 1894 in Köln; † April 1945 in Berlin) war ein deutsch-niederländischer Bankier und Geschäftsmann sowie Widerstandskämpfer gegen den Nationalsozialismus im Kreisauer Kreis.

## Leben und Wirken
Hans Wolf von Görschen war der Sohn des Aachener Regierungsvizepräsidenten Robert von Görschen aus der Aachener Linie der Familie von Görschen und der Emy Marie Rosalie Honigmann (1871–1944).
Nach seinem Abitur im März 1914 am Langenberger Realgymnasium studierte von Görschen unter anderem an der Universität Oxford. Zwischenzeitlich diente er im Ersten Weltkrieg in der preußischen Armee, zunächst als Leutnant im Kürassier-Regiment „Graf Gessler“ (Rheinisches) Nr. 8 und danach als Kompanieführer im Reserve-Infanterie-Regiment Nr. 11, zuletzt beim Stabe des Chefs des Generalstabs. 
Nach dem Krieg und dem Abschluss seines Studiums begann er eine Laufbahn als Bankier im Bankhaus „Deichmann & Co.“  in Köln. Später wurde er Mitglied in der Kaiser-Wilhelm-Gesellschaft und wurde ferner mit der Ernennung zum Ehrensenator der Universität Greifswald geehrt. Darüber hinaus erfolgte ab 1922 seine Mitgliedschaft im Club Aachener Casino sowie 1925 seine Ernennung zum Ehrenritter der Rheinischen Genossenschaft des Johanniterordens sowie 1933 zum Rechtsritter des Ordens. Im Jahr 1926 heiratete er Elisabeth Marie Luise Rieger (1903–1992) und bekam mit ihr in Düsseldorf den Sohn Petrus Karl Robert von Görschen (1928–1997), der später in Den Haag ebenfalls als Bankier arbeitete und zuletzt in den Jahren 1990/91 als Aufsichtsratsmitglied der „Barybank, H. Albert DE & Co NV“ fungierte.
Zu Beginn der Zeit des Nationalsozialismus im Jahr 1933 emigrierte von Görschen mit seiner Familie nach Rotterdam in die Niederlande. Dort wurde er durch Vermittlung seines Onkels und dortigen Aufsichtsratsmitglieds Alfred Carl Honigmann in dessen Unternehmen „Wodan Handelsmaatschappij N. V.“ als Mitglied des Verwaltungsrats übernommen. Das Unternehmen Wodan war zu jener Zeit eine Tochterfirma von Raab Karcher in Karlsruhe und befasste sich seit 1924 als Spezialbank mit Wertpapier- und Währungsangelegenheiten sowie vorrangig mit der Finanzierung von Handel und Industrie. Im Jahr 1938 erhielt die Familie von Görschen die niederländische Staatsbürgerschaft und verlegte später ihren Wohnsitz nach Wassenaar bei Den Haag. 
Hans Wolf v. Görschen reiste oft nach Berlin und hatte dort gute Beziehungen zur Abwehr, darunter zu Wilhelm Canaris, dem Leiter der Abwehr, dem militärischen Geheimdienst der Wehrmacht, der selbst seit 1938 konservative Widerstandskämpfer unterstützte. Für Canaris sollte Hans Wolf in den Niederlanden unter anderem Informationen zu britischen Militärvorhaben einholen. 
Im Jahr 1942 vermittelte von Görschens Schwager und Kölner Bankkollege, Karl Theodor Deichmann, den Kontakt zu Helmuth James Graf v. Moltke, dem Leiter des „Kreisauer Kreises“, einer bürgerlichen Widerstandsgruppe, die sich während der Zeit des Nationalsozialismus mit Plänen zur politisch-gesellschaftlichen Neuordnung nach dem angenommenen Zusammenbruch der Hitler-Diktatur befasste. Nach von Moltkes Plänen nahm von Görschen Kontakt mit den „Vaterländischen Komitees“ in den Niederlanden auf und baute zusammen mit dem noch jungen Diplomaten Herman van Roijen, der seit 1939 Leiter der Abteilung für Diplomatische Angelegenheiten im Außenministerium war, einen Freundeskreis auf, der die Widerstandsgruppen über geplante Razzien sowie die wirtschaftlichen und politischen Vorhaben der Besatzungsmacht informierte und sich an den Debatten über die europäischen Föderationspläne beteiligte. Mehrfach war von Moltke zu Geheimtreffen in den Niederlanden gereist und übernachtete dabei des Öfteren in von Görschens Haus in Wassenaar.
Darüber hinaus übernahm Hans Wolf von Görschen konspirative Kurier- und gelegentliche Vermittlerdienste zwischen dem Kreisauer Kreis und den niederländischen ökumenischen Gruppierungen und versuchte mit von Moltkes Rückendeckung politische Gefangene, Kriegsgefangene und Widerstandskämpfer aus Gefängnissen und Lagern zu befreien. Nach von Stauffenbergs Attentat vom 20. Juli 1944 auf Adolf Hitler deckte die GeStaPo das Netzwerk auf und von Görschens Verhaftung erfolgte am 5. Dezember 1944 in Holland. Er wurde nach Deutschland ins Prinz-Albrecht-Gestapogefängnis überführt und um den 8. April 1945 ohne Prozess hingerichtet.